# Podhorie (Žilina)
Podhorie (ungarisch Zsolnaerdőd – bis 1907 Podhorje) ist eine Gemeinde im Norden der Slowakei mit 1093 Einwohnern (Stand 31. Dezember 2024) im Okres Žilina, einem Kreis des Žilinský kraj.

## Geografie
Die Gemeinde befindet sich am Übergang vom Talkessel Žilinská kotlina in die westlich gelegenen Súľovské skaly (wörtlich Felsen von Súľov), einem Teil des Gebirges Súľovské vrchy. Das Ortszentrum liegt auf einer Höhe von 460 m n.m. und ist 13 Kilometer von Žilina entfernt.
Nachbargemeinden sind Lietava im Norden und Osten, Lietavská Svinná-Babkov im Süden, Súľov-Hradná im Westen und Paština Závada im Nordwesten.

## Geschichte
Der Ort wurde zum ersten Mal 1393 als Pothora schriftlich erwähnt und entstand in der zweiten Hälfte des 14. Jahrhunderts in einer Waldlichtung im Herrschaftsgebiet der Burg Lietava. 1598 standen 12 Häuser im Ort, 1828 zählte man 42 Häuser und 329 Einwohner, die überwiegend als Landwirte beschäftigt waren. Der einzige bekannte Siegelstempel stammt aus dem 18. Jahrhundert und zeigt die Rundschrift SIGIL[lum] P[ossessionis] PODHORGE sowie drei stilisierte Felsenklippen mit einem Baum auf der mittleren Klippe.
Bis 1918 gehörte der im Komitat Trentschin liegende Ort zum Königreich Ungarn und gehörte danach zur Tschechoslowakei beziehungsweise heute zur Slowakei.

## Bevölkerung
| Jahr                | 1994 | 2004    | 2014     | 2024     |
| ------------------- | ---- | ------- | -------- | -------- |
| Anzahl der Personen | 737  | 761     | 860      | 1093     |
| Unterschied         |      | +3,25 % | +13,00 % | +27,09 % |

| Jahr                | 2023 | 2024    |
| ------------------- | ---- | ------- |
| Anzahl der Personen | 1060 | 1093    |
| Unterschied         |      | +3,11 % |

Gemäß der Volkszählung 2011 wohnten in Podhorie 811 Einwohner, davon 802 Slowaken, drei Magyaren, zwei Ukrainer sowie jeweils ein Mähre und Tscheche. Zwei Einwohner machten keine Angabe zur Ethnie.
750 Einwohner bekannten sich zur römisch-katholischen Kirche, vier Einwohner zur Evangelischen Kirche A. B., zwei Einwohner zur orthodoxen Kirche sowie jeweils ein Einwohner zur altkatholischen Kirche und zu den Zeugen Jehovas; zwei Einwohner bekannten sich zu einer anderen Konfession. 38 Einwohner waren konfessionslos und bei 13 Einwohnern ist die Konfession nicht ermittelt.

## Bauwerke
- Kyrill-und-Method-Kapelle